# Skvallertidning
Skvallertidning är en term för en tidning med skvaller eller skvalleraktigt innehåll. Termen förknippas ibland med oseriös journalistik och kan därför uppfattas som pejorativ.